# Pont de Žirmūnai
 (juillet 2023).
Si vous disposez d'ouvrages ou d'articles de référence ou si vous connaissez des sites web de qualité traitant du thème abordé ici, merci de compléter l'article en donnant les références utiles à sa vérifiabilité et en les liant à la section « Notes et références ».
Le pont Žirmūnai (en lituanien Žirmūnų tiltas) est un pont routier à béquilles qui franchit le Néris, et relie la seniūnija de Žirmūnai à celle d'Antakalnis, à Vilnius, la capitale de la Lituanie. Le pont a été construit à partir de 1965 d'après un projet de l'institut Promtransniiproject de Leningrad. Inauguré en 1971, il mesure 181 mètres de long et 20 mètres de large.